# Emma Acs
Emma Acs är en dansk sångerska och låtskrivare. Acs är en del av artistduon Evil House Party.

## Diskografi

### Album[2]
- Champagne LP/CD/DD (2011, A:larm Music)
- Give In To Whatever (2015)

### Singlar[2]
- We Make Sense, 7"-singel (2010)
- While I Shoot From My Fortress Of Delusions (2020)
- Human Siren (2023)